# Pammenemima ochropa
Pammenemima ochropa är en fjärilsart som beskrevs av Edward Meyrick 1905. Pammenemima ochropa ingår i släktet Pammenemima och familjen vecklare. Inga underarter finns listade i Catalogue of Life.